# Itmaharela obscura
Itmaharela obscura är en fjärilsart som beskrevs av Alfred Ernest Wileman 1914. Itmaharela obscura ingår i släktet Itmaharela och familjen nattflyn. Inga underarter finns listade i Catalogue of Life.